# Venix

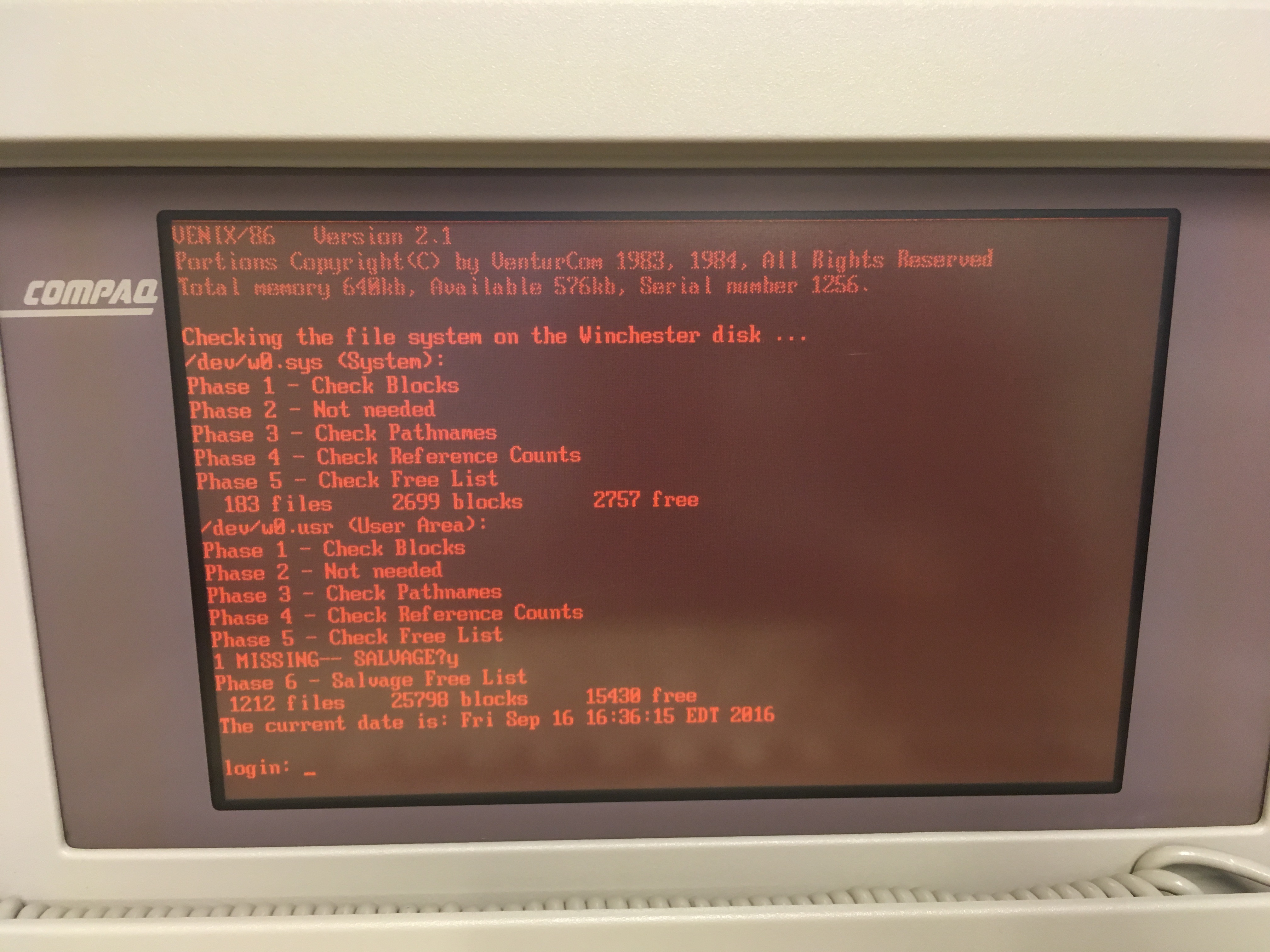
Captura de pantalla del sistema operativo Venix en una computadora de gama baja.

Venix es una versión descontinuada del sistema operativo Unix para computadoras de gama baja, desarrollado por VenturCom , una "compañía que se especializa en las implementaciones más finas de Unix".
Una versión de trabajo de Venix / 86 para IBM PC XT se demostró en Comdex en mayo de 1983. Se basó en la Versión 7 Unix con algunas mejoras de BSD (en particular, vi , more y csh ) y mecanismos personalizados de comunicación entre procesos . Fue el primer sistema operativo UNIX con licencia disponible para la PC de IBM y sus compatibles, soportaba el acceso de lectura / escritura a una partición separada DOS / FAT y podía ejecutarse en tan solo 128k bytes (se recomienda 256k - 512k). 
En septiembre de 1984, Venix / 86 Encore fue lanzado; era compatible con varios de los primeros compatibles con PC, incluidos el AT&amp;T 6300 , el Zenith 150 , el (primer) PC de NCR y el PC de Texas Instruments Professional .
Venix Encore, que luego se convirtió en Venix 2.0, todavía estaba basado en la Versión 7 Unix , y se ejecutó en el DEC Rainbow 100 (Venix / 86R), así como en PC (Venix / 86 y / 286). El sistema contenía una serie de mejoras, en particular herramientas para acceder a los archivos de MS-DOS directamente en una partición DOS / FAT, y un depurador de ADB actualizado. El sistema se presentó en dos versiones: una versión para 2 usuarios a un precio de $ 800 y una versión para 8 usuarios a $ 1,000. No hubo diferencias técnicas entre los dos.
Confusamente, el Venix 2.0 para el microordenador DEC PRO-380 (Venix / PRO) se basó "esencialmente" en el Sistema III . Ya no se ejecuta en el Pro350. Esto queda claro en las instrucciones de compilación del ckermit 4E, que tiene un objetivo especial para Pro que ejecuta Venix 1.0, pero le indica al usuario que use el objetivo de sysiii para el Pro que ejecuta Venix 2.0. Estas mismas fuentes también dejan en claro que Venix tenía una interfaz TTY mejorada en relación con un sistema V7 Unix puro.
Venix 2.1 fue lanzado para al menos la PC . Al igual que el Venix / 86 original, incluía un compilador C, un intérprete básico y un compilador Fortran 77 como opción. Un kit de controladores opcional hizo posible desarrollar controladores de hardware para el sistema y generar nuevos kernels. En noviembre de 1985, Unisource Software Corp., un minorista de Venix, anunció la disponibilidad de RM / Cobol para Venix.
Desde la versión 3.0, Venix se basó en el Sistema V. Una versión en tiempo real basada en el Sistema V.3.2 fue lanzada para los 386 en 1990.
La última versión, Venix 4.2.1, basada en UNIX System V Release 4.2 (UnixWare), se lanzó en 1994.   El sistema de la estación de trabajo incluía el sistema operativo en tiempo real, redes NFS y TCP / IP , X , OpenLook y Motif GUIs, y el sistema de archivos de diario Veritas ( vxfs ). Un sistema de desarrollo incluyó además un compilador ANSI C , una biblioteca de funciones en tiempo real, software de desarrollo GUI, utilidades de desarrollo en tiempo real y controladores de dispositivos de E / S industriales seleccionados.

## Recepción
En su revisión de 1984, PC Magazine encontró a Venix funcional, a pesar de algunos errores en las versiones iniciales. Su uso de la BIOS para acceder a dispositivos lo hizo más portátil que su PC / IX competidor, pero ralentizó el procesamiento de su pantalla; La velocidad de acceso al disco fue similar.  BYTE declaró que Venix en DEC Professional y IBM PC "funcionó adecuadamente", pero criticó su límite en los procesos de fondo .